# Biały Wag (Tatry)

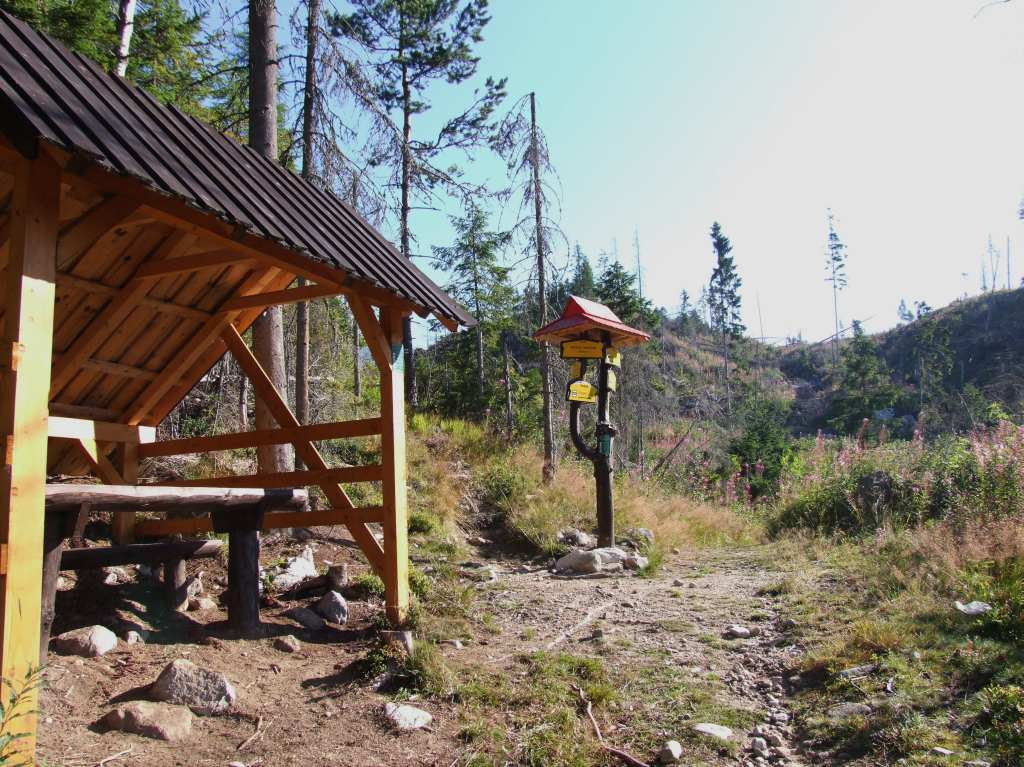
Rozdroże Jambrichowo

Biały Wag (słow. Podbanské Biely Váh) – położony na wysokości 1220 m (słowackie tabliczki informacyjne podają 1215 m) przystanek autobusowy i parking przy Tatrzańskiej Drodze Młodości w słowackich Tatrach Wysokich. Znajduje się tutaj także rozdroże szlaków turystycznych  – rozdroże Jambrichowo (Rázcestie Jambrichovo) i skład drzewa. Biały Wag położony jest na wielkim kompleksie moren zwanym Jamami. Przy rozdrożu szlaków turystycznych jest wiata dla turystów. Jest to obszar zalesiony, ale potężne wichury w 2004 wyłamały las na znacznej przestrzeni. Przy Białym Wagu Wielki Złomiskowy Potok łączy się z Furkotnym Potokiem, tworząc potok Biały Wag.
Biały Wag jest jednym z kilku miejsc, z których prowadzą szlaki turystyczne na Krywań. Ruch turystyczny z Białego Wagu jest niewielki.

## Szlaki turystyczne
– niebieski szlak od rozdroża Jambrichowo, przez Rozdroże przy Jamskim Stawie, Pawłowy Grzbiet i Rozdroże pod Krywaniem na Krywań. Czas przejścia  5 h, ↓ 3:45 h
  – zielony, tzw. Niżni Podkrywański Chodnik (bardzo rzadko uczęszczany przez turystów) od  Szczyrbskiego Jeziora przez Rozdroże Jambrichowo do Trzech Źródeł
- Czas przejścia od Rozdroża Jambrichowo do Szczyrbskiego Jeziora: 1:30 h, ↓ 1:15 h
- Czas przejścia od Rozdroża Jambrichowo do Trzech Źródeł: 1:30 h, ↓ 1:30 h

 – ścieżka edukacyjna Rakytovské plieska z Rozdroża Jambrichowo nad Wyżni Rakitowy Stawek i przez Furkotny Potok z powrotem do rozdroża. Czas przejścia: do stawku 45 min, cała pętla 2 h.